# Teishebani
Teishebani (la ville de Teisheba, le dieu de l'Orage) est une ancienne forteresse du royaume de l'Urartu. Elle correspond au site actuel de Karmir-Blour, près d'Erevan en Arménie. Elle a été bâtie par le roi Rusa II dans le premier quart du VIIe siècle av. J.-C. pour pallier l'abandon d'Erebouni, situé quelques kilomètres au sud-est. La ville était la capitale de la province nord de l'Urartu, et servait d'entrepôt des produits collectés à titre de redevances avant d'être redirigés vers le centre du royaume, Tushpa. La cité fut prise vers 590 par les Mèdes alliés aux Scythes, qui la pillèrent et l'incendièrent; malgré tout cela explique la bonne conservation du site par la composition des murs de fondation d'une grande dureté qui demeurèrent  en place.

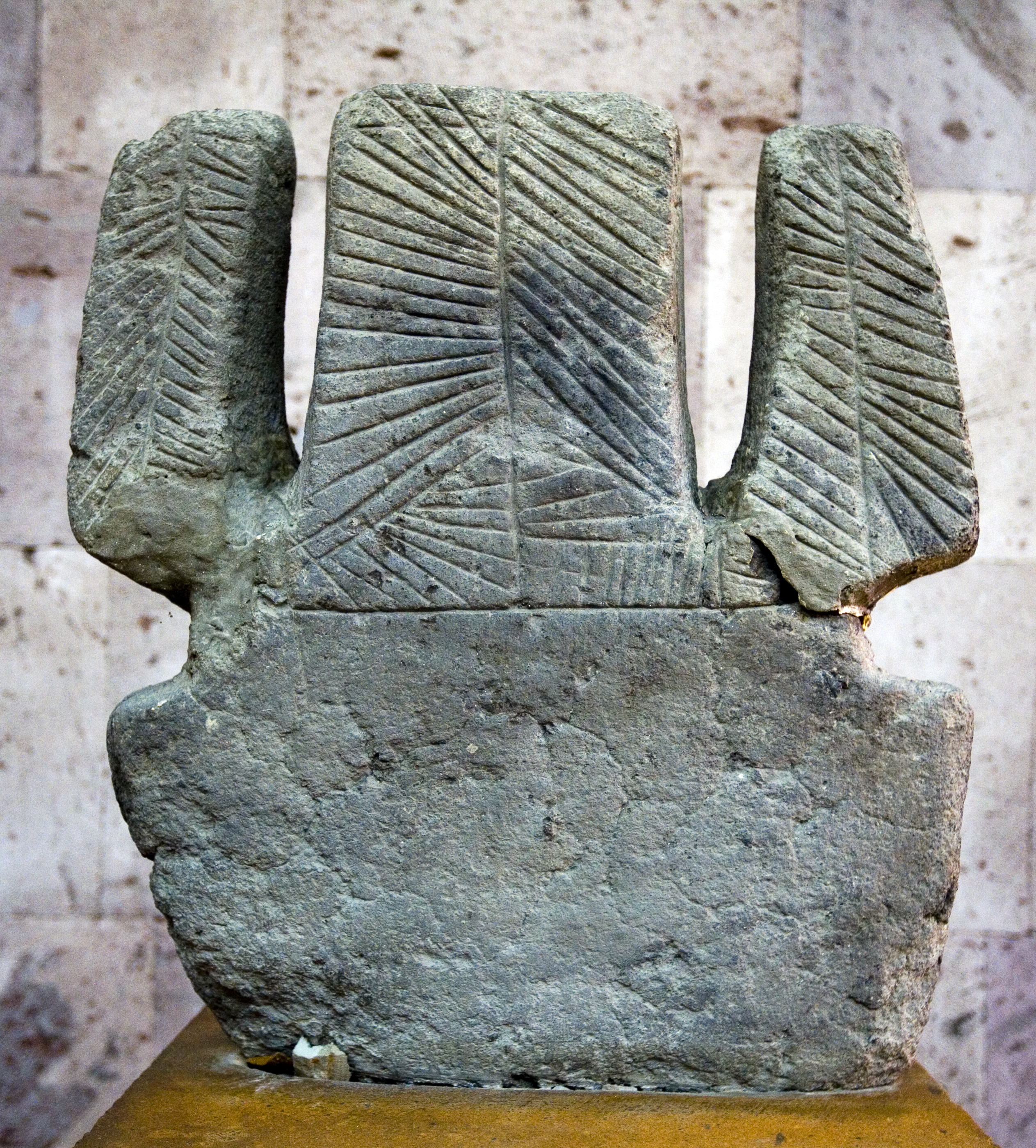
Dieu pré-urartien de Karmir Blur.

La cité en elle-même couvrait une trentaine d'hectares. Le plan de la ville avait été prévu, et la population y avait été installée, comme il avait déjà été fait pour Erebouni. La citadelle était située sur une colline surplombant une rivière. Elle couvrait une aire considérable, environ 4 hectares. Elle s'organisait autour d'une grande cour par laquelle on accédait à l'édifice. À l'intérieur, on trouve une succession d'environ 150 salles. Il s'agissait de chambres, d'ateliers, et aussi d'entrepôts, de greniers, de celliers, destinés au stockage des impôts collectés sous forme de redevances, regroupés dans la zone nord de l'édifice. La contenance impressionnante des zones de stockage, ainsi que la grande variété des productions retrouvées (céréales, fruits, vin, huile, bière) témoignent de la prospérité de la région de la vallée de l'Araxe, qui avait très bien été maîtrisée par les Urartéens.
Les murs de l'enceinte avaient une épaisseur d'environ 3 m, et étaient hauts de plus de 9 m. Les toits étaient construits selon la technique de la voûte en berceau. Certains murs étaient couverts de fresques peintes. La citadelle a livré un important matériel archéologique constitué de nombreuses céramiques, de statues en bronze et en ivoire, d'armes et armures de bronze et de fer. La citadelle a aussi livré des documents administratifs. Il semble en fait que la forteresse avait un étage, qui servait de lieu de résidence, le rez-de-chaussée servant essentiellement au stockage et aux ateliers (donc aux fonctions économiques).

## Lien direct
- (en) « Erebuni, Historical and Archeological Museum-Reserve — Erebuni, Teishebaini, Shengavit Satelites » (consulté le 27 juin 2011).